# Khaled Mardam-Bey
Khaled Mardam-Bey (in arabo خالد مردم بي‎?; Amman, 19 marzo 1968) è un informatico palestinese naturalizzato britannico, autore di mIRC, uno dei più conosciuti client IRC per Windows.

## Biografia
Nato in Giordania da padre siriano e madre palestinese,  attualmente vive a Londra.